# Rosa caryophyllacea
Rosa caryophyllacea là loài thực vật có hoa trong họ Hoa hồng. Loài này được Besser miêu tả khoa học đầu tiên.